# Бас-кључ
На почетку линијског система налази се музички знак који служи за тачно именовање нота. Зове се кључ (фр. и енгл. clef). Име кључа и његово место на линији у линијском систему даје исто име и ноти која се налази на тој линији.
Име кључа зависи од:
1. његовог облика
2. места где је написан у линијском систему

## Бас или F-кључ
Бас-кључ или F-кључ (итал. chiave di fa, енгл. bass clef; фр. clé de basse) бележи се од четврте линије и даје име ноти f (фа у малој октави). Користи се за бележење дубоких тонова.
Бас-кључ се данас много употребљава. Користе га следећи музички инструменти: виолончело, контрабас, бас-гитара; хорна, тромбон, бас-кларинет, фагот; хармоника (басови), лева рука клавира и харфе.
Овај кључ користе и мушки гласови: бас, басопрофондо и баритон.
Тонове субконтра и контра октаве бележимо помоћницама испод линијског система.
|  | Понекад изнад или испод кључа пише број 8 или 8va. То значи да целу деоницу треба транспоновати за октаву навише - ако је број изнад кључа; за октаву наниже - ако је број испод кључа. |

## Писање нота по F-кључу
Бас-кључ служи за бележење нота субконтра, контра октаве, велике, мале и прве октаве и нота c (до) из друге октаве. Тонове субконтра и контра октаве бележимо помоћницама испод линијског система.
Доњи нотни пример приказује забележене тонове у бас-кључу у опсегу од c (до у великој октави) до е¹ (ми у првој октави):

## Који кључеви се данас употребљавају
Данас се користе три врсте кључева. Њихова имена су:
1. G-кључ или виолински кључ
2. F-кључ или бас-кључ
3. C-кључеви или вокални кључеви (сопран, алт, тенор).

Ево како изгледају:
а)  алтовски кључ.
б)  тенорски кључ.
| Погледајмо како се једна иста нота c1 или до у првој октави бележи у поменута три кључа: |